# Les Frères Majere
Les Frères Majere est le titre d'un roman de Kevin Stein, publié chez Fleuve noir et tiré du monde imaginaire des Lancedragon. Il est le troisième volume de la série Preludes. 

## Cadre
L'histoire des Frères Majere se déroule peu avant la guerre de la Lance, lorsque les compagnons quittent leur village de Solace pour suivre les rumeurs de guerre et se lancer dans des quêtes personnelles pendant cinq ans. Caramon Majere et Raistlin Majere viennent de rentrer de la Tour de Haute Sorcellerie de Wayreth et se retrouvent presque sans le sou. Par chance ou à dessein, les jumeaux trouvent une annonce dans laquelle la ville de Mereklar (juste au nord-est de Qualinesti) recherche des personnes formées et expérimentées pour aider à une enquête dans la ville. Les jumeaux, avec leur compagnon kender Perce-oreille, décident de se rendre à Mereklar, car selon l'annonce, le prix est négociable.
En arrivant à Mereklar, les jumeaux apprennent que les chats de la ville ont disparu à un rythme alarmant. Selon la légende, de puissants sorciers avaient construit la ville de Mereklar peu après le cataclysme et tant que les chats étaient là pour protéger la ville, le mal ne pouvait pas nuire à ses citoyens. Dix familles nobles gouvernent Mereklar, et elles commencent à mourir les unes après les autres dans des circonstances mystérieuses (et macabres). L'un des nobles, Shavas, explique la légende aux jumeaux, qui sont tous deux captivés par sa beauté.
Pendant leur séjour dans la ville, les jumeaux sont presque constamment suivis par un chat noir, ce qui est étrange car, selon les habitants de la ville, aucun chat noir n'a jamais été vu à Mereklar. Les jumeaux finissent par apprendre que ce chat noir est le Seigneur des Chats qui leur apparaît également plus tard comme un homme grand, puissant, à la peau sombre, d'une intelligence et d'une force considérables. Avec l'aide du Seigneur des Chats, les jumeaux découvrent que les nobles de la ville ont en fait été assassinés il y a longtemps, et que les corps des nobles sont maintenant possédés par des démons des Abysses, dont Shavas. Ils apprennent que les démons assassinent les chats afin d'ouvrir un portail pour la Reine des Ténèbres. Pendant que Caramon et Perce-oreille font ce qu'ils peuvent pour garder le portail fermé, le Seigneur des Chats continue son combat contre les démons, et Raistlin combat Shavas et finit par la vaincre, refusant de céder à ses tentations. 

## Présage intéressant et amusant dans le livre
- Alors qu'il se trouve dans la bibliothèque de la maison de Shavas, Caramon voit un livre intitulé "Lord Soth". Caramon se dit : "Seigneur Soth. Nom stupide."

- Les murs de la ville de Mereklar ont été gravés d'événements de l'histoire de Krynn. L'une de ces gravures, comme le voit Perce-oreille, est la bataille entre Raistlin et Fistandantilus. Bien qu'elle n'ait pas lieu avant six ans, elle a techniquement eu lieu 300 ans plus tôt, lorsque Raistlin est remonté dans le temps.

## Personnages Principaux
- Caramon Majere - Un jeune guerrier qui se bat aux côtés de son frère jumeau.
- Raistlin Majere - Un jeune mage en robe rouge, et également le frère jumeau malade de Caramon.
- Perce-oreille Lockpicker - Leur compagnon kender.